# Ceradenia phloiocharis
Ceradenia phloiocharis är en stensöteväxtart som beskrevs av Luther Earl Bishop. Ceradenia phloiocharis ingår i släktet Ceradenia och familjen Polypodiaceae. Inga underarter finns listade.